# Sabal minor
Sabal minor is de botanische naam van een dwergpalm, die van nature voorkomt in het zuidoosten van de Verenigde Staten. Hij komt er voor op alle soorten grond, mits deze vochtig genoeg is.
De stam is dikwijls ondergronds. De bladeren zijn groen tot grijsgroen en worden gemakkelijk gescheurd in de wind. De bloeiwijzen vormen witte bloempjes. De vruchten zijn klein, zwart en perfect rond.

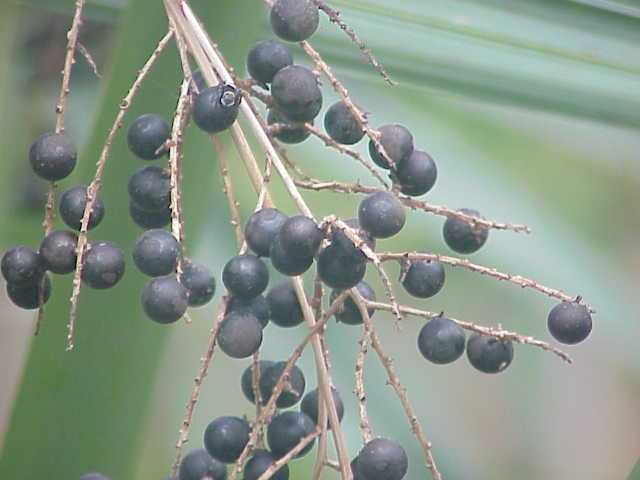
vruchten
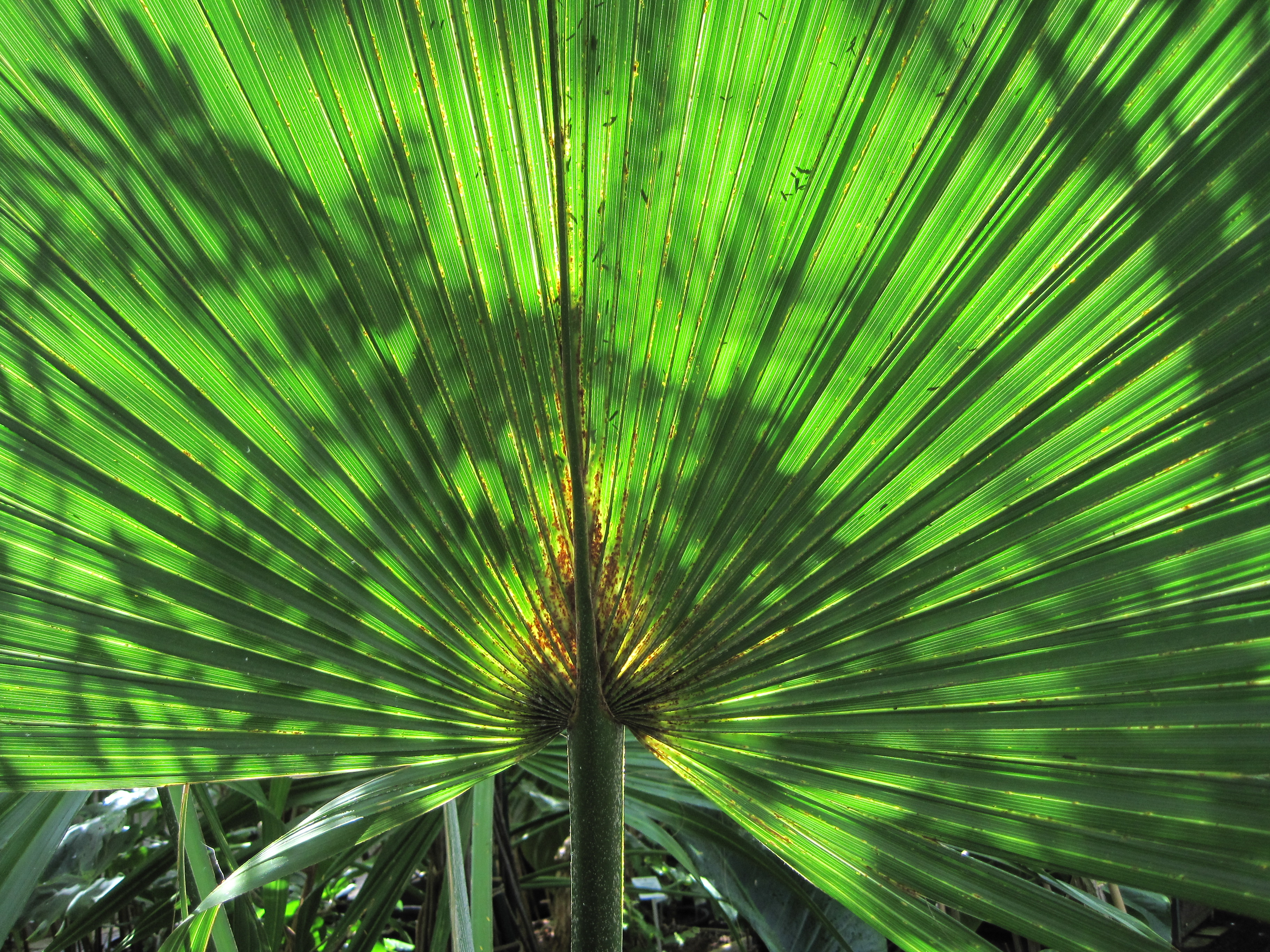

## Cultuur in de Benelux
Zij dient uit de wind aangeplant te worden en vraagt een rijke grond en regelmatig water. Zij is bijzonder winterhard, en kan tot -20° C verdragen.